# Louis Bertrand Castel
Louis Bertrand Castel (Montpellier, 5 novembre 1688 – 9 gennaio 1757) è stato un matematico e gesuita francese.

## Biografia
Studiò letteratura, ma si dedicò poi interamente a matematica e filosofia naturale. Dal 1720 al 1746 fu redattore del Journal de Trévoux, la rivista scientifica che i gesuiti avevano promosso in difesa del cartesianesimo.
Scrisse diverse opere scientifiche, fra cui ricevette massima attenzione l'Optique des couleurs (1740) dove criticò la descrizione spettrale che Newton aveva fatto del colore prismatico, osservando che i colori della luce suddivisi dal prisma dipendevano dalla distanza dal prisma e che quindi Newton stava considerando un caso particolare. Questo argomento fu poi riutilizzato da Goethe nella sua Teoria dei Colori. Lavorò per molti anni al suo clavicembalo oculare.

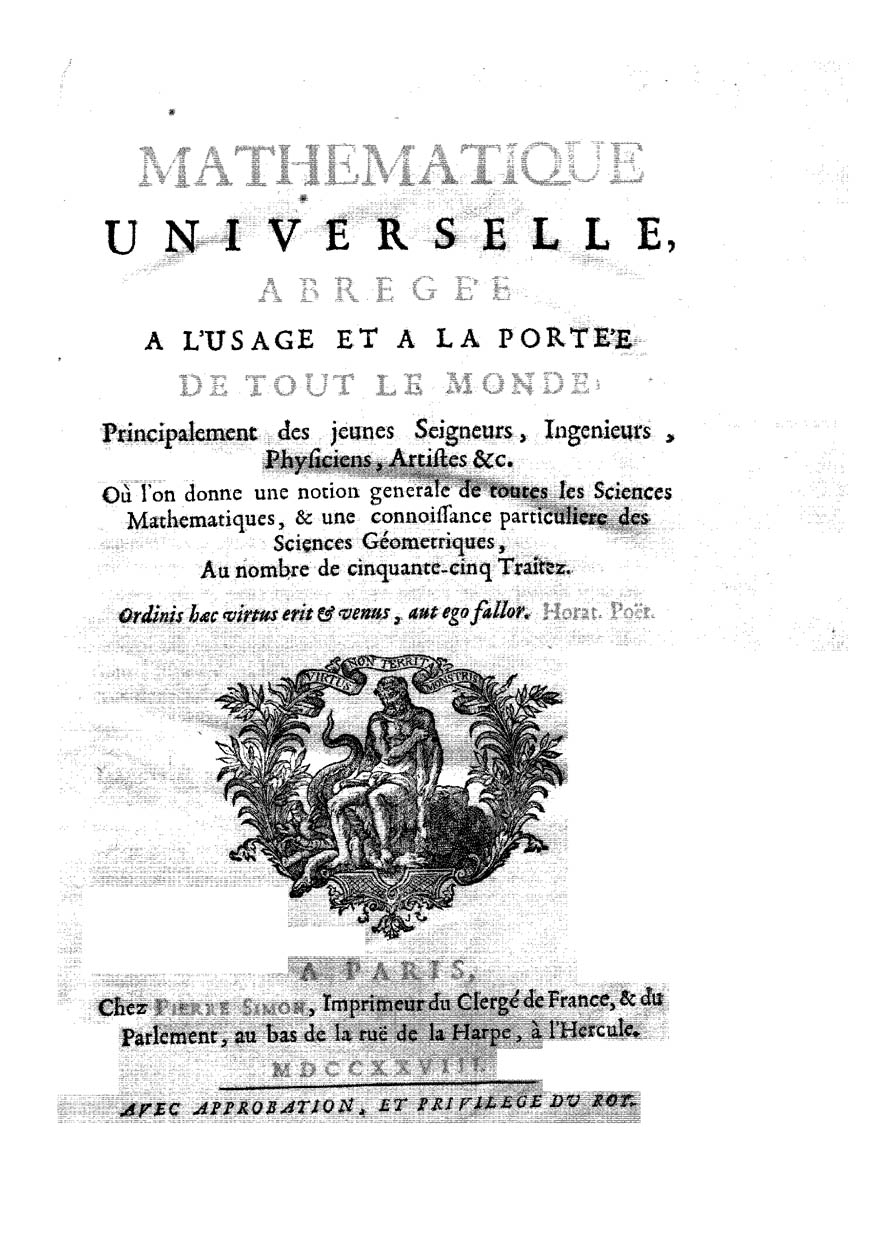
Mathématique universelle abregée à l'usage et à la portée de tout le monde, 1728

## Note

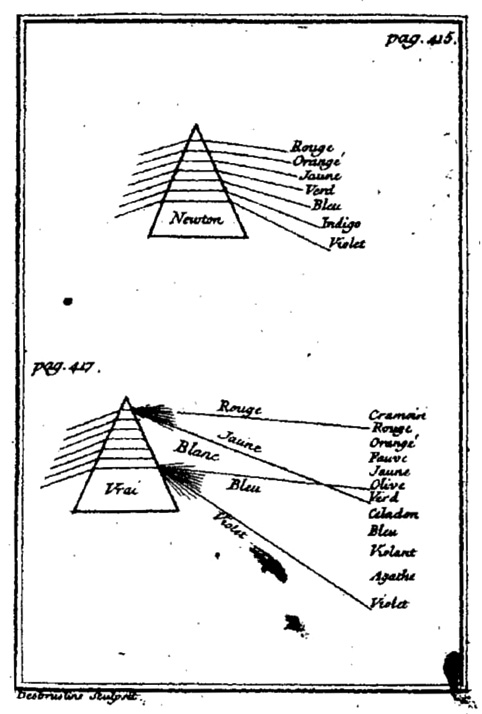
Illustrazione dall'opera di Castel del 1740

## Opere
- (FR) Mathématique universelle abregée à l'usage et à la portée de tout le monde, Paris, Pierre Simon, 1728.
- (FR) L'Optique des Couleurs, Paris, Briasson, 1740.
- (FR) Vrai systéme de physique generale de m. Isaac Newton, exposé et analysé en parallèle avec celui de Descartes, Paris, Claude François Simon, 1743.